# Chotěšovičky
Chotěšovičky jsou malá vesnice, část obce Pňovany v okrese Plzeň-sever v Plzeňském kraji. Nachází se dva kilometry jihozápadně od Pňovan. Je zde evidováno 10 adres. V roce 2011 zde trvale žili čtyři obyvatelé.
Chotěšovičky leží v katastrálním území Pňovany o výměře 15,14 km².

## Historie
První písemná zmínka o vesnici pochází z roku 1115.

## Obyvatelstvo
| Rok            | 1869 | 1880 | 1890 | 1900 | 1910 | 1921 | 1930 | 1950 | 1961 | 1970 | 1980 | 1991 | 2001 | 2011 | 2021 |
| -------------- | ---- | ---- | ---- | ---- | ---- | ---- | ---- | ---- | ---- | ---- | ---- | ---- | ---- | ---- | ---- |
| Počet obyvatel | 90   | 89   | 129  | 103  | 116  | 106  | 92   | 36   | 30   | 24   | 18   | 12   | 8    | 4    | 7    |
| Počet domů     | 15   | 14   | 14   | 13   | 13   | 13   | 13   | 9    | 7    | 6    | 6    | 4    | 9    | 9    | 9    |

## Obecní správa
Při sčítání lidu v letech 1869–1950 Chotěšovičky byly osadou obce Úlice v okrese Stříbro. Od roku 1964 jsou částí obce Pňovany v okrese Plzeň-sever.

## Další fotografie

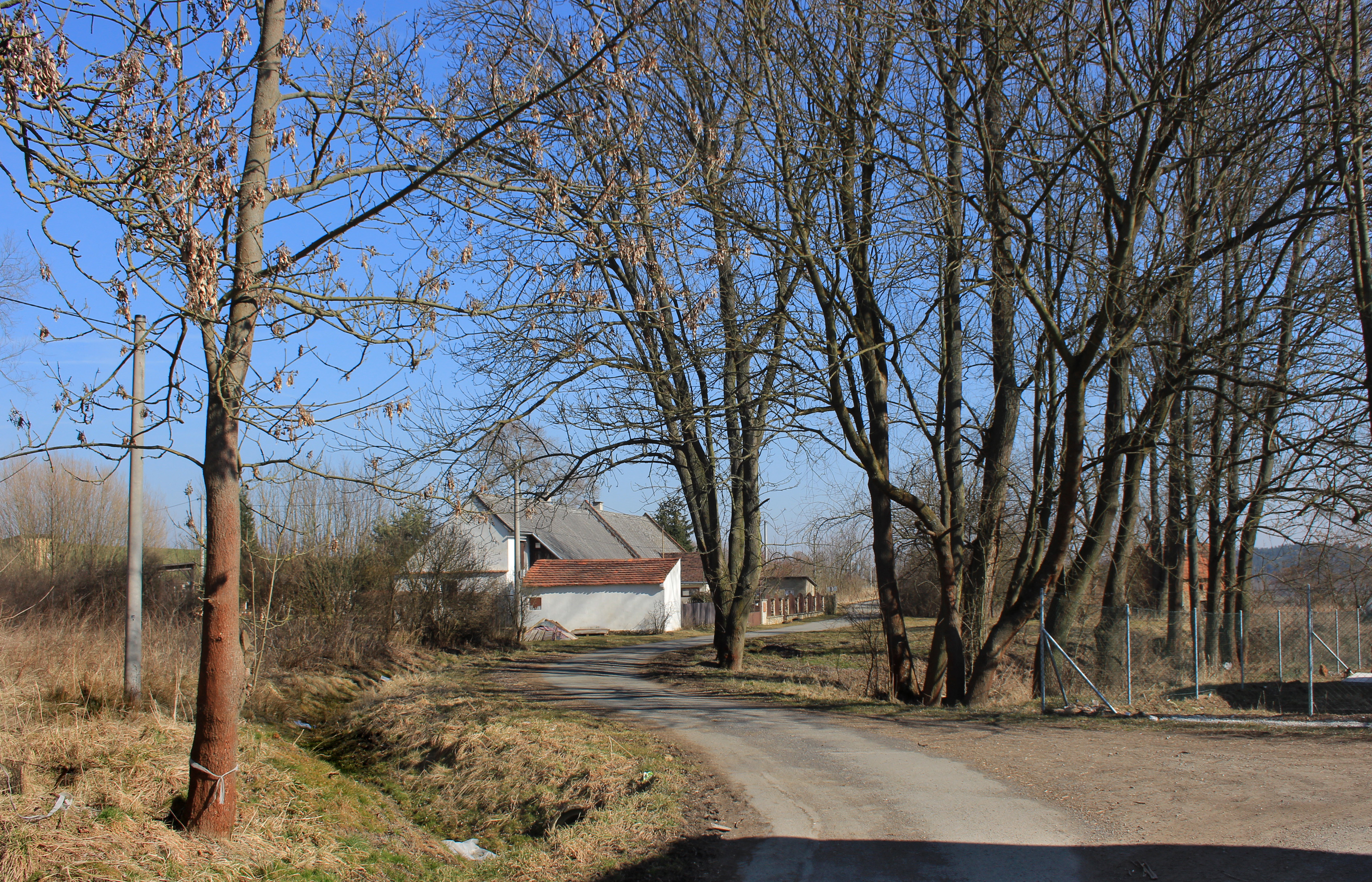
Západní část vesnice
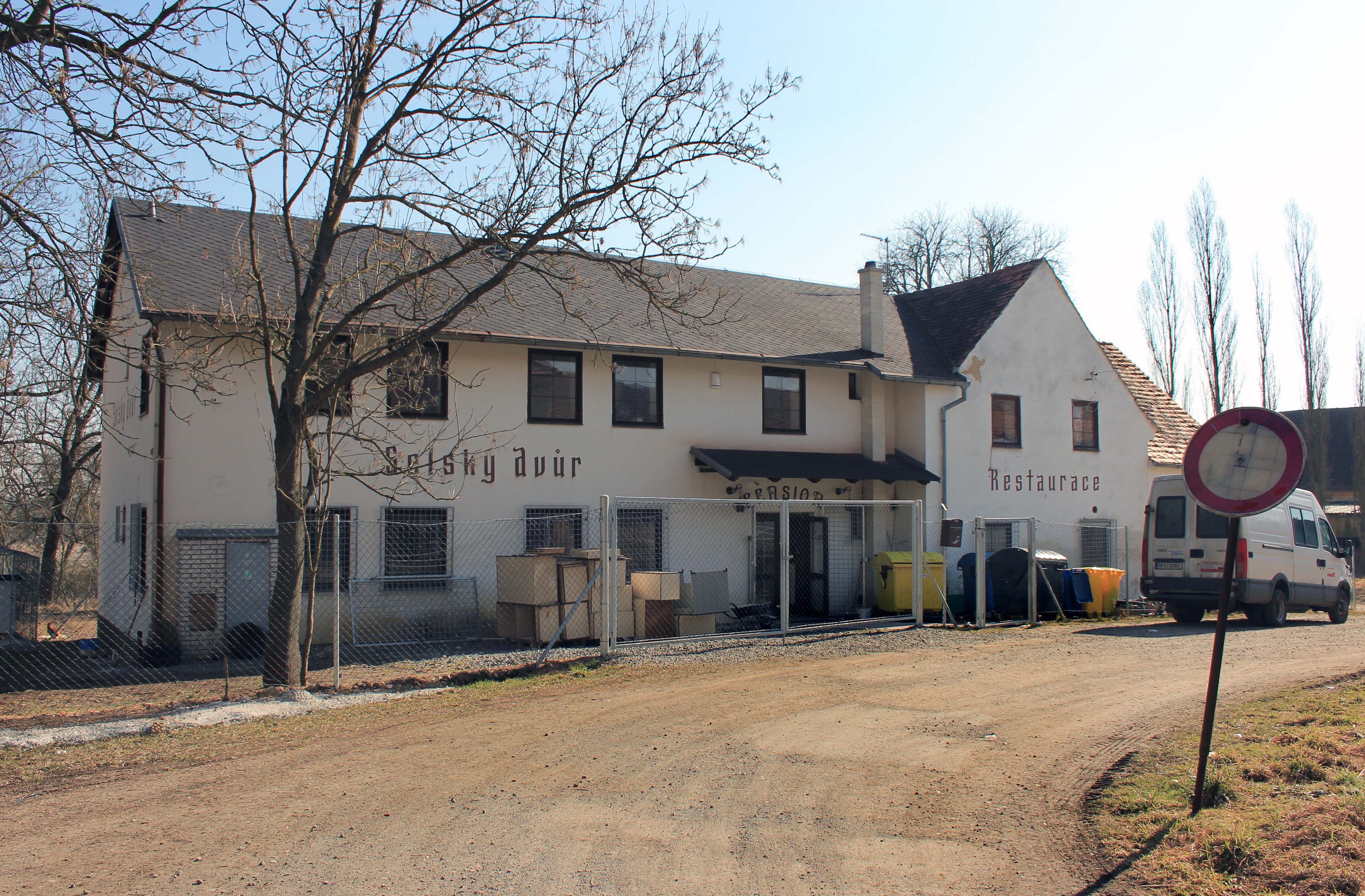
Bývalá restaurace
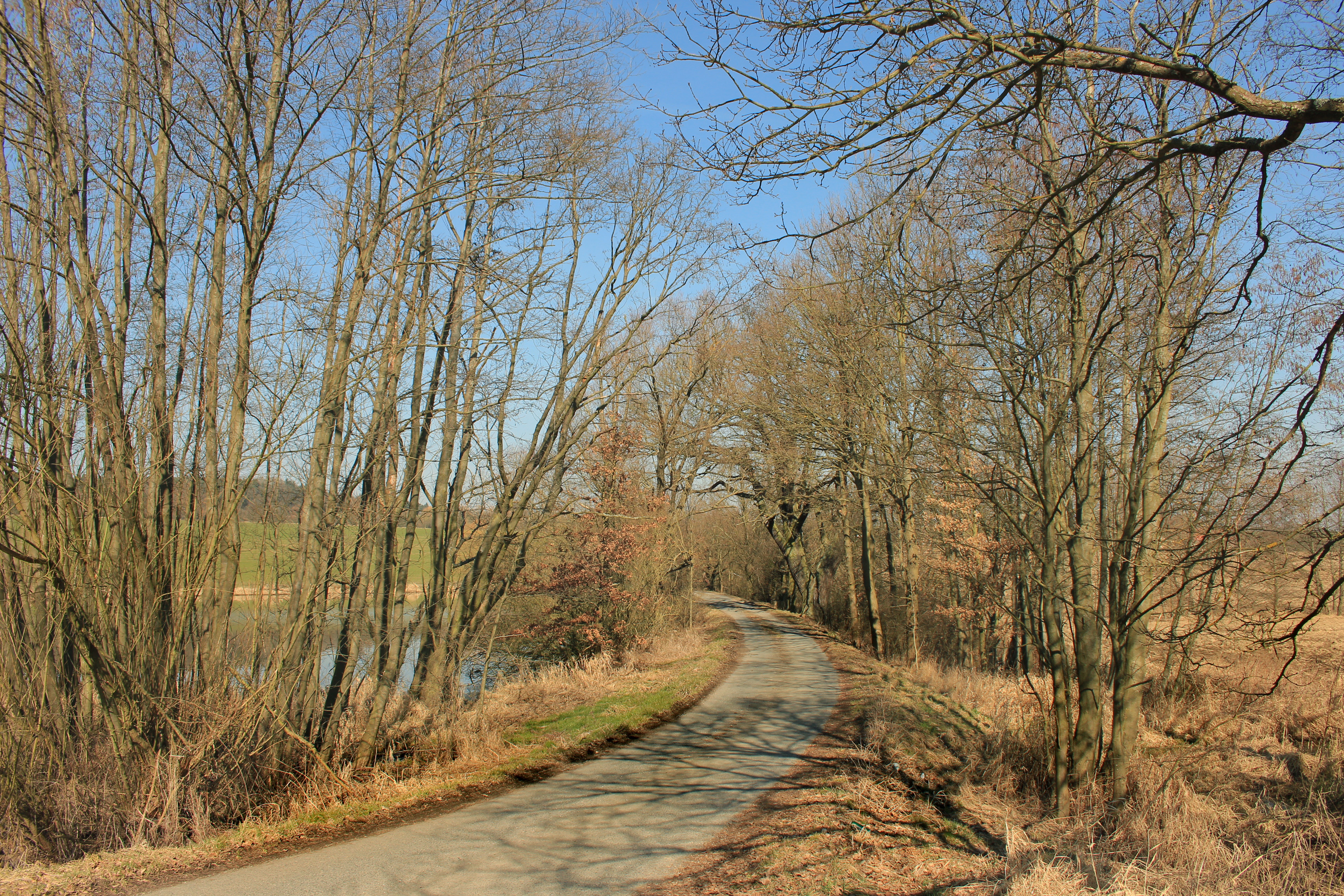
Silnice k vesnici